# Afakia
Afakia (łac. aphacia) – brak soczewki oka.
Afakia jest wynikiem operacyjnego usunięcia soczewki (np. przy leczeniu zaćmy metodą fakoemulsyfikacji) lub wrodzonego jej braku. Może być związana między innymi z zespołem Lowe’a lub Hallermanna i Streiffa. Oko afakijne wykazuje znaczne zaburzenia ogniskowania (soczewka odpowiada za ok. 30% zdolności skupiającej oka) i wymaga bardzo silnej soczewki w celu uzyskania wyraźnego widzenia. Najlepiej jeśli soczewka taka ma charakter szkła kontaktowego – unika się wówczas nadmiernego powiększenia i zniekształcenia obrazu. Niekiedy wszczepia się soczewkę sztuczną.
Ludzka soczewka blokuje większość światła o długości fali 300–400 nm (krótsze blokuje rogówka). Z tego powodu ludzie nie widzą nadfioletu. Fotoreceptory siatkówki są jednak wrażliwe na bliski nadfiolet, więc ludzie pozbawieni soczewki postrzegają go jako niebieski lub białawy fiolet, prawdopodobnie dlatego, że wszystkie trzy typy czopków są w przybliżeniu tak samo czułe na nadfiolet, ale niebieskie nieco bardziej. Może to wyjaśniać zmianę kolorów używanych przez impresjonistę Moneta po operacji zaćmy w 1923.

## Klasyfikacja ICD10
| kod ICD10     | nazwa choroby   |
| ------------- | --------------- |
| ICD-10: H27.0 | Afakia          |
| ICD-10: Q12.3 | Afakia wrodzona |